# Роскульський
Роскульський, Розкільський (пол. Roskilski) — гірський потік в Україні, у межах Надвірнянського районі і Яремчанської міської ради Івано-Франківської області на Гуцульщині. Правий доплив Женця, (басейн Дунаю).

## Опис
Довжина потоку 2,5 км, найкоротша відстань між витоком і гирлом — 2,05  км, коефіцієнт звивистості потоку — 1,22 . Потік тече у Ґорґанських горах.

## Розташування
Бере початок на північно-східних схилох гори Хом'як (1544 м) (пол. Chomiak). Тече переважно на північний схід і проти Нарінецького водоспаду впадає у річку Женець, ліву притоку Пруту.

## Цікавий факт
- У верхів'ї потоку неподалік розташовані полонини Бараня[4] та Хом'яків[5].